# 안우만
안우만(安又萬, 1937년 2월 14일 ~ )은 대한민국의 법조인이다. 큰 형인 안덕만은 부산상업고등학교를 졸업하고 일제강점기 상업은행에서 행원으로 근무했으며, 둘째 형 안흥만은 해방 직후 월북했다. 셋째 형인 안성만은 울산에서 자동차학원을 운영했다. 하창봉의 딸인 하문자와 사이에 2남1녀가 있으며 취미는 등산, 테니스다.

## 생애
1937년 2월 14일 경상남도 울산시 북정동 입구에서 큰 포목상을 운영했던 순흥 안씨 집안에서 4형제의 막내로 태어나 1956년 경남고등학교, 서울대학교 법학과(1960년 졸업)에 다니던 1959년 제11회 고등고시 사법과에서 최규봉, 김주한, 이해우, 조정제, 김양균, 윤영철, 권관옥, 이병근, 정영호, 석진강, 임규오, 이원배, 한춘희, 국명덕, 신오철, 조준희, 정병준, 이형년, 강신옥, 박두환, 김정현, 홍성운, 임규운과 함께 합격하였다. 경남지구 계엄고등군법회의 법무사 등으로 군 법무관을 거쳐 1963년 8월 2일 최고회의 상임위원회에 의해 박우재, 김철, 김석수, 나석호, 윤석명, 박창래, 이형년, 홍성운, 임규운, 최규봉, 김정현과 함께 판사에 임명되어 대법원은 8월 24일에 서울민사지방법원 판사 발령을 하였다. 해석 정해영이 울산시 출신의 서울 유학을 돕기 위해 1955년 서울 성북동에 마련한 동천학사에서 대학 생활을 했던 안우만은 이후 정해영 송덕비 건립추진위원회 위원장을 맡았다.
안우만은 서울민사지방법원 제5부(재판장 조성기, 부원 안우만, 정동윤)에서 판사로 있으면서 현직 이사진의 직무집행정지 가처분 결정 이의 사건 변호사를 맡았던 서울변호사회 소속 강봉제 변호사에 의해 "결정문을 상대방에게만 송달하였을 뿐만 아니라 조서를 근거로 하여 결정문을 작성하지 않고 재판의 근거없이 결정문을 작성했다"며 직권남용 권리행사방해죄로 고소 당했다. 심리가 진행 중인 판사에 대해 직권남용으로 고소된 최초의 사건이다.
한국도시개발의 아파트 특혜 분양을 받은 사실이 1978년 7월에 드러나 검찰 조사를 받았다.
서울형사지방법원 부장판사로 있으면서 언론중재위원회 제2기 위원장으로 연임한 1983년 4월 8일에 "언론은 본래 시민의 지지를 받아야 튼튼해집니다. 그러기 위해서는 언론의 오보나 사생활 침해를 솔직히 정정해주는 태도가 필요합니다. 그래야만 언론이 시민과 더 밀착이 된다"고 밝혔다.
1983년 6월13일 열린 대법원 전원합의체에서 13명의 대법원 판사 중 11명이 "정부를 비방하는 유인물을 배포하는 자체가 국가의 안전 이익, 또는 위신을 해할 우려가 있게 한 행위이므로 이미 범죄가 이루어진 것으로 보아야 한다"는 다수의견으로 무죄를 선고한 원심을 깨고 유죄 취지로 서울형사지방법원으로 환송된 '콘트롤데이타 사건에 대한 우리의 입장'이란 제목의 유인물을 외신기자 등에게 나눠준 최초의 국가모독죄 사건의 항소1부 재판장을 맡은 안우만은  1년 6개월에 가까운 기간 동안 구금되어 있던  김철기의 재항소심 선고공판에서 "피고인이 초범이고 1년 6개월 가까이 구금생활을 했으며 그동안 많은 생각을 했으리라고 인정돼 사회에 복귀할 수 있도록 집행유예를 선고한다"며 징역 1년6월이 선고된 원심을 깨고 징역 1년6월 집행유예 3년을 선고했다.
반정부 투쟁 궐기를 선동할 목적으로 내외신 기자들 20명에게 반정부 유인물을 배포하고 정치 피규제자 100여명에게 김영삼 단식을 지원한다는 명목으로 지지활동을 유도하고 정치활동이 금지된 전 신민당원 김민우 등 10명과 회동하여 정치활동을 목적으로 민주국민협의회 결성준비위원회 조직을 주도한 김덕룡에 대해 정치풍토쇄신을 위한 특별조치법과 집시법 위반으로 서울지검 공안부 이종찬 (1946년) 검사가 신청한 구속영장을 발부하였다. 1980년 11월에 정치풍토쇄신을 위한 특별조치법이 제정, 공포된 뒤에 법의 적용을 받은 첫번째 구속이며 외신기자들에게 반정부를 나눠준 혐의로 적용된 국기모독죄는 한국기독청년협의회 상임총무 김철기에 이어 2번째다.
1984년 법원행정처 기획조정실장으로 있으면서 "기록복사제도를 개선하여 급행료를 없애고 순회심판소 및 등기소를 증설하는 등 사법운영 개선에 공을 세웠다"는 평가를 받았다.
서울형사지법원 법원장으로 있을 때 8단독 박해성 판사에게 전화를 걸어 "이 사건이 전국민의 관심을 끌고 있고 죄질이 불량하기 때문에 최대한 협조하여 영장발부를 빨리해줬으면 좋겠다"고 부탁했다. 2차 사법파동에서 소장 판사들이 동조 서명할 움직임을 보이자, 소속 법관 전원을 불러 "구속영장 한번 처리해 보지 않은 법관들은 우리들의 고충을 제대로 이해하지 못할 것"이라고 하면서 "김용철 (1924년) 대법원장이 사퇴하게 된 마당에 '더 이상 시체에 칼을 꽂는 행동을 자제해 달라'"며 눈물로 서명을 막았다. 하지만 1988년 6월 17일에 판사회의를 열고 "이번 일이 일어난데 대해 기관장의 한 사람으로 미안하게 생각한다"며 "그동안 오늘의 일이 있기까지 적지 않은 책임이 있다고 느껴 사의를 표명한다"고 했다.
야당이 반대하는 가운데 국회 대법관 임명 동의안에서 안우만은 가 195(부 87, 기권 6, 무효 6표)를 얻어 전체 13명 중에서 12번째의 득표를 기록하면서 대법관에 임명되었다.
1990년 11월 27일에 대법원 전원합의체가 대법관 13명 중에 8명의 다수의견으로 "해고된 노동자가 소송을 통해 해고의 무효를 다투고 있는 기간에 회사의 노동쟁의에 개입했더라도 이를 제3자로 볼 수 없으므로 처벌할 수 없다"고 확정할 때 안우만은 김덕주, 김주한, 김용준과 함께 "노조법 제3조 4호 단서는 "사용자가 노조의 설립, 존속을 저지하는 것을 막기 위해 규정된 것이므로 노동쟁의의 예방 해결을 목적으로 하는 노동쟁의조정법에까지 유추 적용하는 것은 무리한 법 해석이며"이라며 "소송 등으로 해고의 효력을 다투고 있다는 것만으로는 제3자의 예외가 될 수 없고 가처분 등의 절차에 의해 노동자의 지위를 존속시키는 조처를 취한 뒤에나 노조원 자격이 있다"고 하면서 소수의견을 제시했다.
1990년 12월 13일에 안우만은 경상북도 예천군에 있는 공군 제16전투비행단을 방문하여 대형 건조기, 온풍기 등의 위문품을 전달했다.
1992년 10월 17일 열린 법원행정처에 대한 국정감사에서 강수림 의원이 "부동산 가격 상승으로 소송 인지대 수입이 매년 40%가 넘어 국민들의 소송 부담이 크다"며 "인지대를 현행 소송가액의 1천분의 5에서 1천분의 1로 낮출 의사가 없냐"고 질문하자 "외국과 비교해 보면 높은 것이 아니며 소송 남발을 막기위해서라도 낮출 수 없다"고 했다.
1992년 10월 8일에 강원도 동해시에 있는 해군8385부대를 방문하여 장병을 격려했다.
1993년 김영삼 대통령이 취임하자 사법부의 개혁문제가 거론되면서 서울민사지방법원 내 소장판사들이 1993년 6월 30일에 정치판사 퇴진 등 법원 상층부에 대한 개혁을 요구하는 목소리가 나오는 3차 사법파동이 발생하고 "신분상의 불이익을 감수하면서 결연한 입장을 밝힌 소장판사들의 행동이 신선한 자극제가 됐다"고 말하는 대한변호사협회(회장 ]]이세중]])가 사법부 개편을 위한 전국변호사회의를 갖고  "현재의 법원 수뇌부를 이루고 있는 상당수 법관의 개편을 촉구한다"는 사법부 개편과 정치판사 퇴진을 촉구하는 결의문을 채택한 당일에 법원행정처장인 대법관 안우만은 기자회견을 열어  "법관들은 법과 양심에 따라 최선을 다해 판결을 하지만 이해관계자의 시각에 따라 문제점이 있을 수 있다"며 "정치판사는 있을 수도 없고 있지도 않다"고 전제한 뒤에 "세몰이식의 여론 재판으로 헌법상 신분이 보장된 법관에 대해 퇴진을 요구하거나 법원의 개편을 논하는 것은 있을 수 없는 일"이라며 "변협의 이런 주장이 사법권을 침해하는 중대한 사태가 안 되길 바란다"고 말했다.이라고 했다. 7월 2일에 "지난날 사법부의 비겁함을 꾸짖는 역사 앞에 참담한 심정으로 속죄한다. 과거사 반성과 청산 없이는 사법부 개혁이 올바른 방향으로 나갈 수 없다. 판사들은 판결로 말해야 했을 때 침묵하기도 했고, 판결로 말해서는 안 될 것을 말하기도 했으며, 판결이라는 방패 뒤에 숨어 진실에 등 돌리기도 했다."고 말하는 민변이 정기월례모임에서 과거 정치권력에 영합해 사법부의 불신을 심어준 재판 사례와 담당 판사들의 명단을 담은 백서 발간 문제를 주요 안건으로 논의했다. 국회 법사위에서 "국회의 동의를 얻어 구성되었음에도 변협이 추상적인 이유로 수뇌부 퇴진을 요구하는 것은 유감스러운 일이며 대법원에서 퇴진 문제를 공식적으로 논의한 바가 없다"고 하면서 "사법부 내부의 일로 국민들에게 심려를 끼쳐 죄송하다"며 "의원 여러분의 충고를 받아 들여 열심히 노력하겠다"고 했다.  이후 1993년 7월 22일에 "대법관 직에 전념하겠다"며 법원행정처장에서 물러났다.
법원행정처장에서 물러난 안우만은 대법관 직무에 전념하면서 원심에 대해 파기환송을 하는 등으로 권리를 보장하기도 했지만 논란을 야기하기도 했다. 특히 대법원이 1991년 12월에 서울시 염창동 풍납동 일대의 제외지에 대한 국가를 상대로 보상 청구권 확인소송에 상고심에서 "보상의무자는 국가가 아니라 서울시"라며 원고패소 판결한 원심을 확정했음에도 안우만은 1994년 4월 22일에 서울시를 상대로 제기한 보상 청구권 확인 소송 상고심에서 "충북 단양이하 한강의 관리청은 건설부"라고 하면서 원고승소판결을 했던 원심을 파기하고 환송한 것에 대해 위법성 논란이 있다.
1994년 7월 10일 임기 만료를 앞두고 7월 9일 대법관에서 퇴임한 안우만은 "헌법재판소장으로  내정되었다"고 알려졌으나 야당인 민주당이 1994년 9월 7일에 "과거 유신시절 상징적인 유신 법관이기에 이 시대에 적합하지 않다"며 "헌법재판소장 내정이 공식 발표는 아니더라도 사전에 반대 의사를 밝힌다"고 발표했다. 같은 날 대한변호사협회도 "서울형사지방법원의 고위직에 있으면서 정치권력에 영합하여 법관으로서의 숭고한 책무를 버리고 시국사건의 재판을 조정, 통제하거나 납득할 수 없는 재판을 하였다는 의혹을 산 정치판사로 지목된 인사이므로 임명대상에서 반드시 배제되어야 한다"고 했다. 경남고등학교 동문 추천에 대한 비판도 더해지자결국 대통령 지명에서 제외된 안우만은 정해창 전 청와대 비서실장과 함께 1994년 11월 5일에 서울시 서초구 서초동에 대산법률사무소를 개업했다.
1994년 12월 24일 김영삼 대통령에 의해 법무부 장관에 임명되면서 '법무행정이 나아가야 할 방향 3가지'를 제시하면서 첫째 "세계화를 달성하기 위해 법무역량을 총집결해야 한다", 둘째 "북한은 아직도 우리의 자유민주주의 체제를 전복하려는 야욕을 버리지 않고 있다 끊임없이 사회혼란과 국론분열을 획책하는 좌익폭력혁명 주창세력에 단호히 대처해야 한다", 셋째 "국운개척의 결연한 의지와 창조적 정열로 우리에게 맡겨진 성스러운 소임을 다할 각오를 다지고 영광된 통일조국의 번영과 발전을 꿈꾸면서 힘찬 전진을 시작하자"는 취임사를 밝혔지만 민주당을 찾았을 때 이부영이 "5,6공화국때 야권에 상당히 가혹했었던 점을 잊지말라"고 하고 김병오 정책위 의장이 "민주화운동하던 사람에겐 어용 판사로 뇌리에 박혔다", 박지원 (1942년) 대변인이 "과거에 정치를 잘하셨으니 이번에도 정치를 잘해달라"고 말했다. 법무부 장관으로 있으면서 부동산 실명제, 출입국 관리절차 간소화, 무사증 입국 기간 연장, 사증면제협정 체결국가 확대, 전국에 분산된 외국인 수용자의 대전교도소에의 집중 수용 등을 실시하였으며 경제 개각에 집중했던 김영삼 대통령에 맞서 "한보 사태를 먼저 수습해야 한다"며 법무부 장관 교체를 제안한 고건 총리의 해임 제청권이 받아들여지면서 법무부 장관에서 물러날 때까지 803일을 재임하여 2013년 3월 11일 ~ 2015년 6월 13일까지 재임한 황교안 다음으로 최장수 법무부 장관이다.
1995년 대검찰청 서초동 청사 준공식 때 김영삼 대통령의 왼쪽에 안우만 법무부 장관이 소나무 한 그루씩을 심기 앞서 1995년 1월 23일에 서소문 대검찰청사를 방문하여 전국검사장회의를 주재하면서 "세계화는 안정된 사회기반 위에서만 이루어질 수 있으므로 검찰은 자유민주주의 체제를 더욱 공고히 하는데 역점을 두어야 한다"며 "시대착오적인 폭력혁명을 주창하며 암약하는 좌익세력을 발본색원하는데 조금도 소흘함이 없어야 한다"고 하면서 "지방선거에서 불법선거 차단"과 함께 노사분규에 대한 엄단"을 강조했다.
김영삼 정부 당시 전직 대통령에 대해 돈을 준 대기업 오너는 '왜 구속시키지 않느냐’는 비판을 제기되자 안우만 법무부 장관이 검찰총장을 통해 대기업 오너 두 사람을 지목해 구속시키라고 지시했다.
안우만 법무부 장관은 1995년 2월 5일 KBS 1TV 체험 삶의 현장에 출연하여 경기도 여주시 옹기 만들기에 도전하였다.
강모씨 등 5.18 피해자 등 167명이 5.18 사건 불기소처분에 따른 정신적 피해 배상을 요구하며 국가와 법무장관이던 자신을 포함하여  수사지휘 라인을 상대로 제기한 손해배상 청구 소송 상고심에서 "국가가 배상할책임이 없다"며 원고 패소 판결을 내린 원심을 확정했다.
이수성 전 국무총리가 2007년 10월 11일에 ‘화합과 도약을 위한 국민연대’ 발족식을 하면서 대한민국의 제17대 대통령선거 출마를 공식선언할 때 안우만은 국민연대 발기인으로 함께 했다.
창의적이고 건전한 문화예술 창달과 문화예술 정책의 올바른 방향과 대안제시 등을 통해 지역 문화예술 발전에 이바지하기 위해 울산지역 출신의 예술계, 학계, 언론인들이 모여 지난 2009년 창립한 울산문화예술포럼(대표 황우춘)의 채록사업 첫 번째 결과물로 「옛얘기하듯 말할까」에서 안우만은 울산광역시 승격에 관한 일화를 밝혔다.
2016년 4월 13일에 있는 대한민국 제20대 국회의원 선거를 앞두고 집권당인 새누리당 정갑윤 예비후보 선거 사무소 개소식에 참석했다.
대한민국 정부 수립 이후 헌법을 파괴·유린한 인물들을 기록하는 <반헌법행위자열전> 편찬위원회가 2017년 2월 16일에 발표한 열전에 수록될 가능성이 높은 ‘집중검토 대상자 405명’의 명단에 포함되었다.
김영삼 대통령이 사망하자 국가장 장례위원이 되었다.
아파트 하자 소송, 공익사업 토지보상 등 건설, 부동산 전문 로펌인 법무법인 일신 고문 변호사를 하였다.

## 경력
- 1963년 8월 24일 서울민사지방법원 판사[52]
- 1964년 5월 18일 서울형사지방법원 판사[53]
- 1965년 서울민사지방법원 판사
- 1966년 7월 1일 서울형사지방법원 판사[54]
- 1967년 6월 29일 서울민사지방법원[55]
- 1970년 4월 1일 서울형사지방법원 판사[56]
- 1971년 1월 1일 춘천지방법원 판사[57]
- 1971년 11월 24일 서울고등법원 판사[58]
- 1973년 3월 27일[59]
- 1973년 4월 서울고등법원 판사[60]
- 1973년 4월 ~ 1974년 3월 31일 대법원 재판연구관[61]
- 1974년 1월 29일 대법원 재판연구관 해임[62]
- 1974년 8월 23일 대전지방법원 부장판사[63]
- 1975년 서울민사지방법원 판사
- 1976년 서울형사지방법원 부장판사
- 1977년 1월 4일 서울형사지방법원 부장판사[64]
- 1979년 서울민사지방법원 부장판사
- 1980년 언론중재위원회 초대 위원장
- 1980년 서울고등법원 부장판사
- 1981년 4월 21일 서울고등법원 부장판사[65]
- 1981년 서울민사지방법원 수석부장판사
- 1983년 2월 1일 서울형사지방법원 수석부장판사[66]
- 1984년 8월 16일법원행정처 기획조정실 실장[67]
- 1986년 4월 17일 ~ 1988년 7월 서울형사지방법원 법원장[68]
- 1988년 7월 - 1994년 7월 대법관
- 1991년 1월 21일 ~ 1993년 7월 22일 법원행정처장
- 1994년 12월 24일 ~ 1997년 3월 5일 제44대 [[대한민국의 법무부 장관
- 2000년대 재경 울산향우회 회장
- 2000년 6월 2일 ~ 인터넷 법률포털 서비스 업체인 로우시콤이 만든 법률구조재단 이사[69]
- 2002년 울산 인재 서울 유학 도운 동천학사 설립자 정해영 선생 울산시 중구 (울산시) 정지말공원  송덕비건립추진위원회 공동위원장[70]
- 2014년 12월 ~ 법무법인 일신 고문 변호사
- 재경울산향우회 조찬포럼 ‘태화광장’

## 재판
- 서울형사지방법원

1966년 10월 15일 대구시 수송천변에서 열린 민중당 주최 재벌 밀수 규탄대회 시국 강연에서 "박정희 대통령은 밀수 왕초다"는 등의 발언으로 10월 26일에 구속된 사상계 장준하 사장이 "행정수반으로서 특정재벌 밀수에 관한 책임을 져야 한다"며 "정치자금 수수 운운한 것은 드러난 사실에 따라 자기의 주관대로 말한 것"이라고 하면서  1966년 12월 24일에 박정희 대통령 증인을 신청하자 이를 기각하면서  1966년 12월 30일에 보증금 5만원과 자택으로 주거를 제한하는 조건으로 보석을 허가하고1967년 2월 28일에 "정치인의 정치적 발언이라고 해도 실정법에 저촉되면 규제받아 마땅하다"면서 "피고인의 연설 내용은 그 진실을 입증할 수 있는 구체적인 증거가 없어 범의를 인정할 수 있다"며 징역 6월을 선고했다.
1077년 3월 18일에 1977년 1월초 미군들이 두고간 대마초를 갖고 있거나 친구들에게 나눠준 위안부인 21살 여성 등 5명에게 1977년 1월 1일부터 시행된 대마관리법을 처음으로 적용하여 징역1년 집행유예2년을 선고했다.
1977년 4월 28일에 만화가게 여주인을 살해하여 구속된 18살 피고인에게 폭행치사죄를 적용하여 징역 장기3년 단기 2년6월을 선고했다.
1977년 5월20일에 방역약품 납품을 둘러싸고 뇌물을 받은 보건사회부 위생과장 등 공무원 7명에게 특가법 등을 적용하여 징역3년에서 집행유예4년을 각각 선고하면서 뇌물을 준 방역업체 대표에게 징역1년 집행유예2년을 선고했다.
1977년 7월 21일에 원양어업을 나갔다가 고의로 자신들이 승선한 배를 침몰시킨 대양11호 선장과 기관장에게 선박파괴죄를 적용하여 징역5년을 선고하는 등 피고인 5명에게 최고 5년에서 최하 징역2년의 실형을 각각 선고했다.
1977년 10월 27일에 여수시 밀수 녹용 탈취 강도사건 피고인에게 특수강도죄를 적용해 주범 징역7년 벌금 3억원, 공범 등 4명에게 징역5년에서 징역2년6월까지 각각 선고했다.
1977년 12월 1일에 특가법 위반으로 기소되어 징역5년 벌금 8천만원이 확정되어 징역형을 마치고 벌금을 납부하지 않자 검찰이 피고인을 노역장에 유치하자 낸 재판의 집행에 대한 이의신청에서 "징역과 병과된 벌금을 3년 이내에 집행하지 않으면 환형을 위한 노역장 유치를 할 수 없다"며 "납부하지 않은 벌금 8천만원에 대한 환형집행을 면제하라"고 했다.
1979년 10월 20일에 "길에서 습득한 자기앞 수표를 사용하면서 정당한 수표인 것처럼 상대방을 속였다 하여 사기죄로 처벌할 수 없다"며 원심을 깨고 사기죄에 대해 무죄라고 하면서 점유이탈물횡령죄에 대해 징역8월을 선고했다.
1979년 11월 9일에 1차선을 주행하는 중에 같은 방향 2차선으로 자전거를 타고 달리던 19살 소년이 같이 자전거를 타고 가던 친구 자전거에 부딪히면서 차선을 넘어 1차선으로 뛰어드는 바람에 충돌하여 전치 2개월 중상을 입힌 혐의로 기소되어 1심에서 "운전자로서 과실이 없다"며 무죄가 선고된 사건 항소심에서 "운전자는 자기 차선 뿐만 아니라 다른 차선에서 자기 차선으로 돌발적으로 진입하는 차량에 대해서도 운행상의 주의를 해야 한다"며 업무상 과실치상에 있어 무죄를 선고한 원심을 깨고 벌금 50만원을 선고했다.
1980년 1월 30일에 불온서적 탐독 및 용공단체 조직 혐의로 구속된 크리스천아카데미 농촌 사회간사 이우재에게 반공법 위반으로 징역5년 자격정지5년, 한명숙 여성사회간사에게 징역2년6월 자격정지2년6월, 장상환 농촌사회간사에게 징역2년 자격정지2년, 신인영 산업사회간사에게 징역2년 집행유예3년, 정창렬 한양대학교 조교수와 황한식 농촌 사회간사에게는 무죄, 김세균 산업사회간사에게 선고유예 판결했다.
1983년 3월 9일에  1982년 7월 8일부터 3일동안 서울시 영등포구 노동부 청사에서 동료 노조원을 선동하여 "공장 철수 반대", "해고 노조원 복직" 등을 내세워 노동부 장관 면담 등을 요구하며 농성을 벌이다 집시법 위반으로 구속되어 1심에서 징역1년6월(노조 총무부장, 섭외부장)과 징역1년(노조 상무집행위원)을 선고받은 피고인들의 항소를 기각했다.
1983년 3월 16일에 홍익대학교 학생회관 지하 구내식당 등지에 반정부 유인물 150여장을 뿌리며 시위를 선동한 혐의로 집시법 위반으로 구속되어 1심에서 징역1년6월을 선고받은 김현의 항소를 기각했다.
1983년 3월 23일에 1981년 9월부터 1982년 말까지 철도 공사 업자와 부하 직원들로부터 1550만원의 뇌물을 받아 구속된 전 철도청장 안창화 등 3명의 철도청 간부들에게 특가법 수뢰죄를 적용하여 징역 3년6월 추징금 1530만원, 철도건설국장에게 징역2년 추징금 830만원, 철도건설국 호남공사사무소장에게 징역2년 추징금 875만원을 선고했다.
1983년 3월 31일에 1982년 9월 22일 낮 성균관대학교 구내 분수대에서 반정부 유인물 300여장을 뿌리며 교내 시위를 선동하여 집시법위반으로 구속되어 1심에서 징역1년을 선고받은 4명에긔 항소를 기각했다.
1983년 4월 14일에 1982년 10월 서울여자대학교 교내에서 시위를 하다 구속되어 징역1년6월과 징역1년을 각각 선고받은 피고인에게 모두 징역1년을 선고했다.
1983년 4월 29일에 국민학교 교사 신축공사에서 "공사 감독을 잘봐달라"며 업자로부터 월20~30만원씩 모두 700만원의 뇌물을 받은 서울시 교위관리국 건축기원 공무원 등 5명에 대한 특가법 위반 항소심에서 징역2년6월 집행유예3년 추징금 302만원하면서 나머지 건축계 직원 등 4명에게 징역1년 집행유예2년 추징금 90만원을 각각 선고했다.
1983년 5월 18일에 애정 행각을 벌이다 위조 여권으로 미국에 가서 감금 소동을 벌이다 미국에서 강제추방되어 여권법 위반으로 1심에서 징역5년을 선고받고 항소심 계류 중에 감금죄 부분에 대해 추가 기소된 미스서울 이순복에 대한 밀항단속법 위반 사건에서 징역1년을 선고하고 이순복을 호텔방에 감금한 피고인에게 감금죄를 적용하여 징역1년을 선고했다.
1983년 6월 1일에 새 청사 신축에 따른 편의를 봐주기로 하고 업자들로부터 3천만원~2백만원씩의 뇌물을 받아 구속된 순찰경찰서 서장에게 징역3년 추징금 1천만원, 경무과장에게 징역2년6월 집행유예4년 추징금2백만원, 경리계장에게 징역2년6월 집행유예4년 추징금 480만원을 각각 선고했다.
1983년 6월 17일에 서울지검 공안부 이종찬검사가 신청한 김덕룡에 대한 정치풍토쇄신을 위한 특별조치법 위반 구속영장을 발부했다.
1983년 8월 10일에 27만 달러 밀반출 사건으로 구속된 대원각 요정 주인 등 2명을 보석으로 석방시켜 달라는 청탁과 함께 돈을 받은 대법원장 비서실장으로 있었던 강건용에게 변호사법 위반으로 징역3년6월을 선고한 원심을 깨고 징역2년6월 추징금 46,543,000원 선고했다. 징역2년을 선고받은 사건 브로커에게는 징역1년6월 추징금 300만원을 선고했다.
1983년 8월 18일에 정치망명 목적으로 중공 여객기를 납치했던 피고인에게 징역6년~4년을 각각 선고했다.
1983년 11월 23일에 참깨를 밀수한 혐의로 구속된 피고인 11명에 대한 특가법(밀수)위반 사건에서 회사 대표에게 징역7년 벌금 10억여원 추징금 63억여원을 선고하는 등 피고인 모두 유죄를 선고했다.
1983년 12월 28일에 명성 사건의 김철호 피고인에게 구형대로 징역15년과 벌금 92억 3천만원, 김동겸에게 징역12년을 선고했다. 김동겸에게 선고된 형량은 업무상 횡령, 배임증재에 대한 법정 최고형이다.
1984년 3월 15일에 전자복사기 부품 1천여점 81억원 상당을 밀수입한 롯데산업 총무부 구매담당 차장에게 관세법 위반으로 징역2년 집행유예3년, 관리담당 이사에게 벌금 8천만원, 회사 법인에게 벌금1억원을 선고하면서 피고 3명에게 추징금 3억 5백만원을 선고했다.
1984년 3월 27일에 반공법위반으로 징역3년이 확정된 전 신민당 소속 제8대 국회의원 김한수에게 형 실효 신청을 인용하여 형 실효 결정을 했다.
- 서울민사지방법원

1970년 2월 24일에 동아학숙이 1969년 12월 국가를 상대로 징발보상금 청구소송에서 2억원의 보상금을 받도록 승소한 이후 강제집행행을 하자 국가가 이후 제정,공포한 법으로 현금이 아닌 증권으로 지급해야 한다며 이의신청을 제기하자 "징발 보상금은 1년간 거치, 10년간 균등 분할 상환의 징발보상증권으로 지급한다"고 규정한 징발재산정리에 관한 특별조치법 9조는 "법률 발효 이전에 보상청구소송을 내어 확정판결을 받은 사건에는 적용할 수 없다"고 하면서  국가의 이의신청을 기각했다.
1974년 3월 8일에 무허가 점포를 강제철거하면서 방해를 받자 27일 치료를 요하는 상해를 입힌 이유로 서울시는 29만원의 손해배상을 지급하라고 했다.
1974년 3월 22일에  한국전력이 국가를 상대로 "인천시 숭의동 대지 722평을 1952년부터 인천 교육대학 부지로 사용하고 있으므로 사용료를 지급하라" 며 낸 부당이득금 반환 청구소송에서 "국가는 한국전력에 5546000원을 지급하라"고 했다.
대법관
1989년 7월 26일에 자신의 사무실로 찾아와 현금 50만원이든 봉투를 책상 서랍에 던져놓고 나가버려 이를 돌려줄 생각으로 2~3일 보관하다 2개월여 지나 우편으로 반환했으나 뇌물수수 혐의로 1,2심에서 징역8월 집행유예1년을 선고받은 강원도 명주군청 공보실장 정의승에 대한 상고심 선고공판에서 "뇌물죄가 성립하려면 뇌물을 받아 취득할 의사가 있어야 하는데 후일 기회를 봐서 돌려줄 의사를 갖고 일단 받아둔 것에 불과하다"며 "뇌물을 받았다고 하더라도 다시 돌려줄 생각으로 보관만 해왔다면 뇌물수수죄로 처벌할 수 없다"면서 원심을 파기하고 환송했다.
1989년 8월 8일에 강제추행범의 혀를 물어뜯어 폭력행위 등 처벌에 관한 법률로 기소된 주부에 대해 무죄를 선고한 원심을 인정하면서 상고를 기각했다.
1989년 8월 8일에 병원 취업규칙상 일반직원의 정년은 55살이며 "간호사도 일반 직원에 해당된다"는 병원 측의 해석에 따라 정년 퇴직된 간호사가 제기한 정년퇴직 무효 확인 청구의 소를 기각했다.
1989년 8월 18일에 인턴 등 전공의가 학교법인 인제학원을 상대로 낸 퇴직금 지급 청구소송에서 피고인의 상고를 기각하고 원심을 확정했다.
1989년 9월 18일에 골프장 시설공사 도급권을 자신에게 위임하는 내용의 위조 위임장을 만들어 이를 복사해 토목공사업자에게 보여 주면서 "도급을 주겠다"고 속여 300만원을 가로채 사문서 위조 등으로 무죄가 선고된 사건에서 "문서위조 및 동행사죄의 보호법익은 문서 자체의 가치가 아니고 문서에 대한 공공의 신용 임으로 사본이라고 하더라도 내용 , 모양, 형태가  같아 원본과 동일한 사회적 기능과 신용을 가진다"며  "이는 문서로 보아야 한다"고 하면서 원심을 파기하고 환송했다.
1989년 10월 16일에 "피고 회사가 원고의 무단 결근을 이 사건 징계 처분 통고서에서 이유로 내세우지 않았다면 재판과정에서 새삼스럽게 그런 사유들을 들추어 징계해고처분의 정당성을 주장할 수 없다"며 해고 무효 확인소송에서 원고승소판결했다.
1990년 4월 11일에 전교조 원주지부 준비위원장으로 활동하다 국가공무원법 위반으로 구속되어 1심에서 징역8월 집행유예2년을 선고받고 항소심에서 벌금 100만원만 선고받았으나 "단체행동금지 위헌성이 인정되지 않았다"면서 상고한 사건에서 "전교조 활동이 교육 민주화와 참교육 실현을 위한 정당행위로 볼 수 없고 공무원의 단체행동을 금지한 국가공무원법 66조 1항이 헌법에 위배된 위헌 규정이라고 할 수 없다"며 상고를 기각했다.
1990년 10월 17일에 택시를 운전하다 횡단보도에서 손수레를 끌고 횡단하는 사람을 치어 전치3주 상해를 입힌 혐의로 구속됐으나  "손수레는 사람에 의해 도로에서 운전되는 차이고 손수레를 끌고 횡단보도를 건너는 사람은 차의 운전자이기 때문에 교통사고처리특례법의 보행자로 볼 수 없다"며 1,2심에서 공소기각한 사건의 상고심에서  "손수레는 자전거와 오토바이 등과 달리 끌고가는 것 이외에 다른 이동 방법이 없으므로 손수레를 끌고가는 사람이 횡단보도를 통행할 때는 일반 보행자와 같다고 봐야 한다"며 공소기각 결정을 한 원심을 파기했다.
1990년 10월 16일에 영화 《사방지》의 일부 장면을 편집하여 포스트로 제작한 뒤에 공연윤리위원회에 광고물 심의 신청을 했다가 사용불가 판정을 받았음에도 임의로 인쇄하여 배포한 이유로 음화제조 혐의로 기소된 정준교 인창영화사 대표에 대해 "공연윤리위원회의 심의를 마친 영화에 나오는 장면을 편집해 포스터로 제작했더라도 그 내용이 예술적 측면이 아닌 선정적 측면을 강조해 풍속과 도덕에 반하는 것이라면 음화에 해당된다"며 무죄를 선고한 원심을 파기하고 환송했다.
1993년 10월 8일에 공무원연금관리공단이 영주지방철도청 경리국 행정주사를 상대로 낸 구상금 청구소송 상고심에서 "공무원이 근무를 위해 주거지와 근무장소 사이를 순리적인 경로와 방법으로 출퇴근하던 중에 발생한 재해는 공무수행과 관련한 재해로 공무원연금법상 공무상 재해에 해당한다"고 하면서 "개인 차량을 이용하여 출퇴근을 공무수행으로 볼 수 없다"고 했던 원심을 파기하고 환송하여 자가용 출퇴근 사고에 대해 처음으로 공무상 재해를 인정했다.
1993년 11월 10일에 주공 임대아파트 입주권을 양도받기로 계약을 맺고 단속이 심해져 입주를 못한 사람이 제기한 소송에서 "이 같은 계약은 임대아파트 전대가 금지됨으로써 해제됐다"는 원심을 파기하면서 "임대아파트의 임대권 양도가 임대주택건설촉진법에 의해 금지됐다고 해도 계약 자체는 당사자 사이에 유효하다"고 했다.
1993년 11월 23일에 롯데그룹 계열사가 송파구청장을 상대로 제기한 128억원의 취득세 부과처분 취소소송에서 원고승소한 판결을 확정했다.
1993년 12월 15일에 사채업자 이철희, 장영자 부부가 삼성세무서를 상대로 낸 종합소득세 등 부과처분 취소소송에서 "일신제강 등 4개 회사에 빌려준 돈의 이자 부분에 대한 과세는 정당하다"며 원고 승소 판결을 파기하고 환송했다.
1994년 3월 23일에 폐암으로 암세포가 뇌에 퍼져 뇌종양으로 사망한 사람의 유족이 공무원연금관리공단을 상대로 제기한 유족 보상금 청구소송에서 "폐암이 과로나 스트레스에 의해 발병하거나 과로 및 스트레스가 없으면 효과적인 치료가 가능하다는 의학 문헌상의 보고가 없는 이상 업무상 재해로 인정할 수 없다"며 원고승소한 원심을 깨고 환송했다.
1994년 4월 14일에 경찰서 경비과장으로 재직하면서 트럭을 운전하다 동승자를 다치게 하여 2억 5천여만원을 보상하기로 합의한 뒤에 보험사 측에 보험사 부담분을 지급해줄 것을 요구했다가 거절 당하자 낸 소송에서 "공무원 불법행위에 대해 손해배상청구를 개인 상대로 청구 못한다"며 원고일부 승소판결을 했던 원심을 파기하고 환송했다.
1994년 4월 16일에 양도소득세 등 부과처분 취소소송에서 상고심에서 "무주택자가 상속재산으로 물려받은 두 채의 주택을 3년이내에 다른 사람에게 모두 양도하더라도 비과세 대상이다"면서 원고패소 판결을 했던 원심을 깨고 환송했다.
1994년 4월 21일에 서울시를 상대로 낸 보상청구권 확인 상고심에서 "해당 지점 한강의 관리청이 건설부 장관이기에 국가를 상대로 해야 한다"면서 서울시를 상고를 인용하여 환송했다. 이에 대해 "손실보상 의무자는 국가가 아닌 서울시장이며 따라서 국가를 상대로 제소한 청구는 부적법하여 기각한다"는 판시와 정면으로 배치되어 위법이라는 지적이 있다.
1994년 4월 28일에 해임처분 무효확인 청구소송 상고심에서 "우수 공무원이 직무와 관련없는 개인 비위를 저질렀다고 해도 공무원으로서 품위를 손상시켰다면 해임사유가 된다"면서 원고승소 판결했던 원심을 깨고 환송했다.
1994년 5월 10일에 경기도지사가 경기도의회를 상대로 낸 경기도 도시계획위원회 개정 조례안 무효확인 청구소송에서 "도의회가 조례를 개정하면서 도지사가 도의회 의원을 지방도시계획위원회 위원으로 위촉할 수 있도록 규정한 조항을 제외한 것은 주민의 의견을 반영하도록 한 도시계획법의 취지에 위배된다"고 하면서 원고승소판결하여 충청북도의회의 같은 조례안에 대해서도 무효판결했다.
1994년 5월 10일에 군 인사와 율곡사업 비리와 관련하여 특가법 뇌물수수로 구속된 전 해군 참모총장 김종호, 김철우에 대한 상고심에서 "두 피고인 모두 수사기관의 출석요구를 받기 전에 검찰에 전화를 걸어 출석의사를 밝힌 점이 인정된다"며 "수사기관에 자진출석하여 범행사실을 모두 자백하고 처벌을 달게 받겠다는 취지의 자술서를 쓴 사실이 인정되는 만큼 자수의 요건을 충족하고 있다. 피고인들이 법정에서 받은 돈이 뇌물이 아니었다고 일부 정황에 대해 부인한 것이 자수의 효력에 영향을 미치지는 않는다 "고 하면서 각각 징역3년 추징금 3억 7천 3백만원과  징역3년 집행유예4년 추징금 3억원을 선고한 원심을 확정했다.
1994년 5월 12일에 비디오물 대여업자가 춘천시장을 상대로 낸 비디오물 대여업소 등록취소 처분 취소청구소송에서 "비디오방이 미성년자에게 미성년자 관람 불가 비디오를 상영했다 해도 이를 행정적으로 처벌할 수 없다"며 원심을 확정하면서 "미성년자가 관람할 수 없는 비디오 4편을 대여한 또 다른 행위는 연소자에게 나쁜 영향을 미칠 우려가 있어 이를 이유로 업소 등록을 취소한 것은 정당하다"며 원고승소판결을 했던 원심을 파기하고 환송했다.
1994년 7월 4일에 서울지하철공사를 상대로 제기한 손해배상청구소송에서 "사유지 지하에 환기구 등 지하철 구조물을 설치한 때는 공사 측은 땅 주인이 지하건축을 통해 얻을 수 있는 임대료 수입을 배상해줘야 한다"며 원고패소 판결한 원심을 파기하고 환송했다.